# Michaił Burinski
Michaił Aleksandrowicz Burinski (ros. Михаил Иванович Буринский, ur. 1910 w Kijowie, zm. w maju 1984 w Moskwie) – funkcjonariusz radzieckich służb specjalnych, pułkownik, dyplomata.

## Życiorys
Syn rosyjskiego ślusarza, 1925-1929 kształcił się w szkole w Kijowie, od października 1929 do lipca 1930 pracował jako ślusarz w kijowskiej fabryce parowozów. Od października 1930 do kwietnia 1934 studiował w Instytucie Gospodarki Narodowej im. Plechanowa, w którym od kwietnia 1934 do kwietnia 1938 był aspirantem, w tym 1936-1938 zastępcą dziekana. Od stycznia 1932 członek WKP(b), od 1 kwietnia 1938 funkcjonariusz NKWD, pełnomocnik operacyjny Wydziału 5 Zarządu 1 NKWD ZSRR, od 15 stycznia do 10 maja 139 zastępca szefa Oddziału 11 Wydziału 5 GUGB NKWD ZSRR, od 1 lutego 1939 porucznik bezpieczeństwa państwowego, od 10 maja do 2 sierpnia 1939 zastępca szefa Oddziału 19 Wydziału 5 GUGB NKWD ZSRR. Od 2 sierpnia 1939 do 27 lutego 1941 zastępca szefa Specjalnego Biura przy ludowym komisarzu spraw wewnętrznych ZSRR, 13 marca 1940 awansowany na kapitana bezpieczeństwa państwowego, od 27 lutego do 11 sierpnia 1941 szef Wydziału 7 Zarządu 1 NKGB ZSRR, od sierpnia 1941 do 20 maja 1942 funkcjonariusz Zarządu 1 NKWD/NKGB ZSRR. Od 20 maja 1942 do 28 czerwca 1943 zastępca szefa Zarządu Wojsk NKWD ds. Wydziału Transportowego 7 Armii ds. pracy operacyjnej, 11 lutego 1943 mianowany podpułkownikiem bezpieczeństwa państwowego, od 28 czerwca do 20 grudnia 1943 w rezerwie, od kwietnia 1944 do 1 czerwca 1945 szef Oddziału 3 Wydziału 8 Zarządu 1 NKGB ZSRR. Od maja 1945 do października 1947 zastępca dyrektora generalnego UNRRA, od października 1947 do października 1948 pracownik Komitetu Informacji przy Radzie Ministrów ZSRR, od października 1948 do czerwca 1951 ekspert-konsultant Wydziału Ekonomicznego Ministerstwa Spraw Zagranicznych ZSRR, 21 grudnia 1948 awansowany na pułkownika, 1949 zaocznie ukończył Wyższą Szkołę Dyplomatyczną w Moskwie. Od czerwca 1951 do lutego 1954 zastępca sekretarza wykonawczego Europejskiej Komisji Ekonomicznej ONZ, od lutego 1954 do maja 1955 w rezerwie MSZ ZSRR, od 4 sierpnia 1954 do 20 marca 1956 zastępca szefa sektora Wydziału 2 Informacyjnego I Zarządu Głównego KGB ZSRR, od 20 marca 1956 do 17 listopada 1964 starszy pomocnik szefa Wydziału Informacyjnego I Zarządu Głównego KGB, następnie zwolniony, od listopada 1964 do stycznia 1976 pracował w Ministerstwie Handlu Zagranicznego ZSRR, następnie na emeryturze.

## Odznaczenia
- Order Czerwonej Gwiazdy (25 czerwca 1954)
- Odznaka "Zasłużony Funkcjonariusz NKWD" (27 kwietnia 1940)
- Odznaka "50 Lat Członkostwa w KPZR"

I 11 medali.